# Constant Heynderyckx
Constant Heynderyckx (Gent, 27 maart 1855 - aldaar, 9 december 1930) was een Belgisch liberaal politicus.

## Levensloop
Na rechtenstudies aan de Gentse universiteit schreef Heynderyckx zich als advocaat in aan de Gentse balie. Hij bleef zijn hele leven actief als advocaat.
In 1885 werd hij als liberaal verkozen in de Gentse gemeenteraad. Hij behoorde tot de progressistische vleugel. In 1890 moest hij de gemeenteraad verlaten, maar in 1895 werd hij met steun van de socialisten herverkozen. Hij zou tot 1921 in de gemeenteraad zetelen. Van 1914 tot 1921 was hij als schepen bevoegd voor onder meer beroepsonderwijs, haven en openbare onderstand. In 1921 bedankte hij voor een plaats als senator in de Belgische Werkliedenpartij, en verliet de politiek.
Hij was zeer actief op sociaal vlak, onder meer als voorzitter van de Commissie der Burgerlijke Godshuizen in Gent, en als stichter van het Werk der Gezonde Lucht.